# 727 Nipponia
727 Nipponia eller 1912 NT är en asteroid i huvudbältet, som upptäcktes den 11 februari 1912 av den tyske astronomen Adam Massinger i Heidelberg. Den är uppkallad efter den latinska varianten av det japanska namnet på Japan.
Den har en diameter på ungefär 32 kilometer och den tillhör asteroidgruppen Maria.